# Aske Adelgaard
Aske Emil Berg Adelgaard (født 10. november 2003) er en dansk professionel fodboldspiller, der spiller som venstreback for Eredivisie- klubben Go Ahead Eagles.

## Karriere

### OB
Adelgaard er en ungdomsspiller af OB- klub i Danmark, hvor han begyndte sin karriere. I sommeren 2019 skiftede Adelgaard til Randers FC, inden han i januar 2021 – efter halvandet år – vendte tilbage til OB og underskrev en aftale indtil juni 2023. 
Aske har henover sommeren deltaget i flere førsteholdstræninger i sæsonstarten, og han fik også en startplads i en træningskamp mod FC Midtjylland i maj. Den 31. juli 2022 bekræftede OB, at 18-årige Adelgaard havde skrevet under på en fem-årig kontrakt med klubben og var blevet permanent rykket op til førsteholdstruppen.  Adelgaard fik sin officielle debut en uge senere, den 7. august 2022, mod AGF. 